# Агрикола, Иоганн Фридрих
Иога́нн Фри́дрих Агри́кола (нем. Johann Friedrich Agricola) (4 января 1720, Добичен — 2 декабря 1774, Берлин) — органист, композитор и музыкальный писатель XVIII века.
Иоганн Фридрих Агрикола родился 4 января 1720 года в Добичене в Альтенбургском княжестве, изучал в Лейпциге сначала право, а потом, под руководством И. С. Баха, музыку. Его отец, Иоганн Кристоф Агрикола, был   представителем Палаты и директором суда княжества Альтенбургского и барона Бахофена („Fürstlich Altenburgischer und Freiherrlicher Bachofenischer Kammeragent und Gerichtsdirektor“) в Добичене. А его мать, Мария Магдалина, урождённая Манкен,  была близкой родственницей Георга Фридриха Генделя. В 1741 году уехал в Берлин учиться музыкальной композиции у И. И. Кванца.
Благодаря своему интермеццо «Filosofo convinto in amore» («Философ, убеждённый в любви») он получил в 1750 году место придворного композитора при Потсдамском театре. По смерти Грауна в 1759 году он стал директором капеллы Фридриха II.
Агрикола написал много опер и инструментальных произведений, а также несколько духовных сочинений. Основной его труд - это обработка и перевод сочинения Този «Anleitung zur Gesangskunst» («Руководство по певческому искусству» ) (Берлин, 1757 год), который он снабдил собственными примечаниями. Точно так же Агрикола сделал полезные дополнения к сочинению Якоба Адлунга «Musica, mechanica organistica», изданному по смерти автора.
С 1751 года был женат на знаменитой певице Бенедетте Эмилии Мольтени (род. 24 октября 1722 года в Модене, умерла в 1780 году в Берлине), которая в 1761—72 годах пела в берлинской итальянской опере. Вместе с ней иногда выступал в церковных концертах в качестве певца, исполняя сольные басовые партии.